# Hygrophila mediatrix
Hygrophila mediatrix är en akantusväxtart som beskrevs av Hermann Heino Heine. Hygrophila mediatrix ingår i släktet Hygrophila och familjen akantusväxter. Inga underarter finns listade i Catalogue of Life.